# Semiothisa oliva
Semiothisa oliva är en fjärilsart som beskrevs av Swinhoe 1894. Semiothisa oliva ingår i släktet Semiothisa och familjen mätare. Inga underarter finns listade i Catalogue of Life.